# Butyriboletus appendiculatus
Butyriboletus appendiculatus (Schaeff.) D. Arora & Frank è un fungo edule della famiglia delle Boletaceae.

## Etimologia
Dal latino appendicula, piccola radice, per il gambo leggermente radicante.

## Descrizione della specie

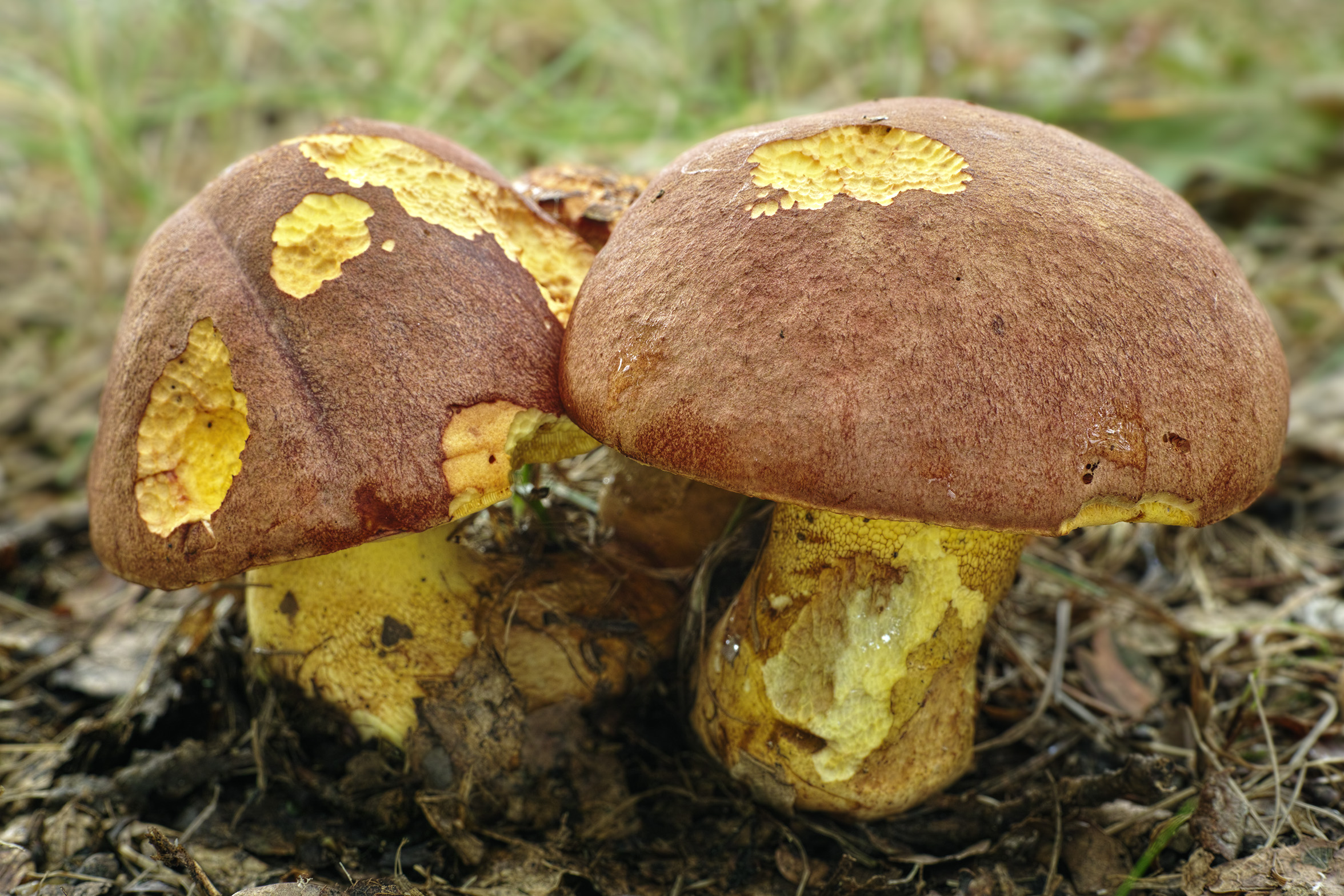
B. appendiculatus

### Cappello
Cappello da 8–20 cm di diametro, prima arrotondato, poi convesso; cuticola vellutata, bruno-castana o bruno-ocracea.

### Pori
Pori fitti, concolori al gambo, rotondi e piccoli, al tocco virano al blu-verdastro.

### Tubuli
Tubuli corti e fini, giallastri, azzurrognoli al tocco, annessi al gambo.

### Gambo
Gambo con dimensioni 5-15 x 3–6 cm, massiccio, obeso, giallo o giallo-citrino, ricoperto di fine reticolo concolore, piede bulboso e radiciforme.

### Carne
Carne compatta e poi tenera, giallognola, ma all'aria vira nell'azzurro tenue.
- Odore: di pane fresco al taglio.
- Sapore: dolce e gradevole.

### Spore
Spore sub-fusiformi, olivastre in massa, lisce, 12-15 x 3,5-5 µm.

## Habitat
Cresce solitario o anche in piccoli gruppi, nei boschi di latifoglie (specialmente castagno e quercia), misti o di aghifoglie, in estate-autunno su terreni argillosi. Lo si trova di frequente anche in zone percorse da incendio e su terreni calcarei.

## Commestibilità
Buona.

## Sinonimi e binomi obsoleti
- Boletus appendiculatus Schaeff., Fung. bavar. palat. nasc. (Ratisbonae) 4: 86 (1774) - basionimo
- Boletus radicans var. appendiculatus (Schaeff.) Pers., Syn. meth. fung. (Göttingen) 2: 507 (1801)
- Dictyopus appendiculatus (Schaeff.) Quél., Enchir. fung. (Paris): 160 (1886)
- Suillus appendiculatus (Schaeff.) Kuntze, Revis. gen. pl. (Leipzig) 3(3): 535 (1898)
- Tubiporus appendiculatus (Fr.) Maire, (1937)
- Boletus appendiculatus subsp. euappendiculatus Maire, Treb. Mus. Ciènc. nat. Barcelona, sér. bot. 15(no. 2): 41 (1933)

## Specie simili
- È molto simile al Boletus edulis, di cui alcuni autori lo ritengono una varietà, ma da questo si distingue per il colore dei pori, di un giallo più marcato e per una sia pur lieve tendenza della carne a virare al taglio verso il blu.
- Si può confondere anche con il Butyriboletus regius, che ha una cuticola di un colore rosso-rosa antico e la carne molto meno mutabile al taglio.
- Anche il Butyriboletus fechtneri ha caratteristiche morfologiche simili, ma si distingue per il colore del cappello più chiaro, quasi caffellatte con sfumature grigiastre, senza sfumature rossastre.
- Il Tylopilus felleus ha tonalità simili ma più tendenti al grigio.
- È molto simile anche ad Hemileccinum impolitum che però ha pori più larghi.